# Faille de Puente Hills
 (novembre 2017).
Si vous disposez d'ouvrages ou d'articles de référence ou si vous connaissez des sites web de qualité traitant du thème abordé ici, merci de compléter l'article en donnant les références utiles à sa vérifiabilité et en les liant à la section « Notes et références ».
 (juillet 2024).
La faille de Puente Hills est une faille située dans le bassin de Los Angeles en Californie. Cette faille pourrait subir un mouvement de la faille de San Andreas et constitue une menace qui occasionnerait pour les habitants de Los Angeles un séisme de magnitude 8,5 ou 9,0 sur l'échelle de Richter.